# بخش راجنندگاون
بخش راجنندگاون (به انگلیسی: Rajnandgaon district) یک منطقهٔ مسکونی در هند است که در Durg Division واقع شده‌است. بخش راجنندگاون ۸٬۰۷۰ کیلومتر مربع مساحت و ۱٬۵۳۷٬۱۳۳ نفر جمعیت دارد.